# Белогръб кълвач
Белогръбият кълвач (Dendrocopos leucotos) е птица от семейство Кълвачови. Среща се и в България.

## Физически характеристики
Белогърбият кълвач е малко по-едър от големия пъстър кълвач (Picoides major), шията и човката са по-дълги, а профилът на главата е по-ъглест. Клоаката е светлочервена на цвят и не е ясно ограничена. Коремът има лек бежовато-розов нюанс. Страните са напетнени по дължина. Мъжкият е с изцяло червено теме, при женския темето е черно. Белогърбият кълвач е висок 25 – 28 см.

## Разпространение
Сравнително широко разпространен в Европа и Азия. В някои региони малоброен.

## Начин на живот и хранене
Белогърбият кълвач предпочита влажни смесени гори в близост до реки и езера, като има нужда от много мъртви и гниещи дървета, за да оцелява. Местообитанието трябва да е запазено от сечи, поради което е силно застрашен вид. В България предпочита стари букови, буково-иглолистни и дъбови гори до 1700 м. н.в., с повече мъртви и отмиращи дървета.
Храни се с насекоми. Прекарва дълго време на земята в търсене на храна. Белогърбият кълвач е подвижен, но не се плаши много.